# Walther Funk

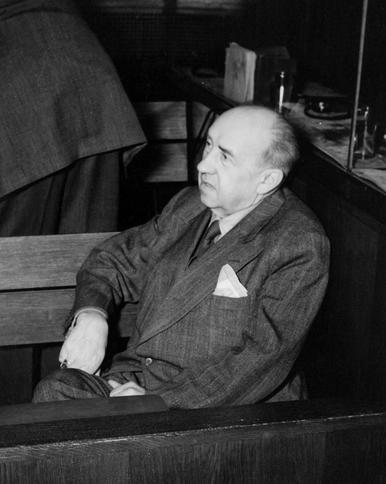
Walther Funk under Nürnbergprocessen.

Walther Funk, född 18 augusti 1890 i Trakehnen, död 31 maj 1960 i Düsseldorf, var en tysk ekonom och nazistisk politiker. Han var riksekonomiminister 1938–1945 och riksbanksordförande 1939–1945.

## Biografi
Funk, som bland annat hade varit chefredaktör för Berliner Börsen-Zeitung, inträdde i Nationalsocialistiska tyska arbetarepartiet (NSDAP) 1931. Han blev Adolf Hitlers ekonomiske rådgivare och förmedlade kontakten med näringslivet. 1938 utnämndes Funk till riksekonomiminister och efterträdde året därpå Hjalmar Schacht som riksbankschef. I kraft av detta ämbete deltog han i den ekonomiska planeringen av flera av Nazitysklands krigsföretag samt i den hänsynslösa exploatering, vilken riktades mot ockuperade länder och mot judar. 
Efter andra världskrigets slut greps Funk och åtalades vid Nürnbergprocessen. Hermann Göring beskrev där Funk som "en obetydlig underordnad". Funk befanns vara skyldig till brott mot freden, krigsförbrytelser och brott mot mänskligheten och dömdes, liksom även Rudolf Hess och Erich Raeder, till livstids fängelse. Funk frigavs dock från Spandaufängelset i Berlin den 16 maj 1957 av hälsoskäl och avled 1960.